# محفور البذور
محفور البذور (الاسم العلمي: Laccosperma)، جنس نباتات عنقودية مُزهرة من فصيلة النخلية وتنتشر أنواعه في إفريقيا الاستوائية. لم تُدرس هذه النباتات جيدًا ونادرًا ما تُزرع، وهي وثيقة الصلة بجنس عديمة القينوة، وتُشكلان معًا قبيلة في فُصيلة قلاموساوية، وتتميز بأزهار ثنائية خنثى. يجمع اسم الجنس بين الكلمتين اليونانيتين اللتين تعنيان "حُفرة" و"بذرة" على الترتيب، تشير التسمية إلى أن النبات له بذور بها حفر أو انخفاضات مميزة على سطوحها.